# Emilija Turej
Emilija Turej (russisk: Эмилия Халсбериевна Турей tr. Emilija Khalsberijevna Turej ; født 6. oktober 1984) er en russisk tidligere håndboldspiller. Hun er fra byen Astrakhan i Rusland. Hendes mor er fra Rusland, og hendes far er fra Sierra Leone i Afrika.
Hun skrev en treårig kontrakt med Slagelse DT i juni 2005. Hun kom fra klubben HK Astrakhanotjka. Inden Emilija Turej kom til Slagelse var hun nummer 2 på den russiske topscorerliste med 232 mål i 35 kampe.
Turej har endvidere optrådt på det russiske landshold. Hun var med omkring A-landsholdet i 2002. Hun har også spillet på U-landsholdet og der har hun bl.a. vundet U VM 2003 i Makedonien.
Emilija Turej var førstevalg på højre fløj i Slagelse DT, og sammen med Jekaterina Marennikova er hun den foretrukne venstre fløj på det russiske landshold. Hun scorede 84 mål i 19 kampe for Slagelse i sæsonen 2006/07.
Hun er taget med Anja Andersen til FCK i sæsonen 2008/09 sammen med 8 andre Slagelse-spillere. Hun var med til at vinde OL-sølv ved OL i Beijing 2008 og tog endnu en medalje til samlingen i EM i Makedonien 2008. Det blev en bronze. Hun har altså vundet 2 VM-guld, 1 EM-sølv, 1 EM-bronze og en OL-sølv siden 2005. Også 2 GF world cup medaljer af guld og en bronze er det blevet til.
Hun sprang GF World Cup 2009 over, men vender tilbage når Rusland skal kæmpe til VM i Kina.
Fra 2020 til 2022 var hun sportsdirektør i HC Astrakhanochka.